# Weressow-Eröffnung
|   | a | b | c | d | e | f | g | h |   |
| 8 |   |   |   |   |   |   |   |   | 8 |
| 7 |   |   |   |   |   |   |   |   | 7 |
| 6 |   |   |   |   |   |   |   |   | 6 |
| 5 |   |   |   |   |   |   |   |   | 5 |
| 4 |   |   |   |   |   |   |   |   | 4 |
| 3 |   |   |   |   |   |   |   |   | 3 |
| 2 |   |   |   |   |   |   |   |   | 2 |
| 1 |   |   |   |   |   |   |   |   | 1 |
|   | a | b | c | d | e | f | g | h |   |

Stellung nach 1. d4 d5 2. Sc3 Sf6 3. Lg5
Bei der Weressow-Eröffnung, manchmal auch als Richter-Weressow-System bezeichnet, handelt es sich um eine Eröffnung des Schachspiels. Sie zählt zu den Geschlossenen Spielen, dort zu den Damenbauernspielen und ist in den ECO-Codes unter dem Schlüssel D01 klassifiziert. 
Die Weressow-Eröffnung entsteht nach den Zügen 1. d2–d4 d7–d5 2. Sb1–c3 Sg8–f6 3. Lc1–g5. 
Benannt ist die Eröffnung nach dem sowjetischen Meisterspieler Gawriil Weressow (1912–1979), der sie ab 1938 mehrfach auf UdSSR-Meisterschaften anwandte. Im deutschen Sprachraum ist die Eröffnung nach Kurt Richter mitbenannt. Richter spielte die Eröffnung in den 1920er und 1930er Jahren vielfach und war nach Alfred Brinckmann derjenige, der sie „erstmalig eingehend durchforschte“.
Dawid Bronstein bezeichnete die Eröffnung als "Lewickiego-Angriff" und begründete seine Namenswahl folgendermaßen: "Sie sollten wissen, daß Weressow sehr antisemitisch eingestellt war. Er lebte in Minsk und pflegte eine Feindschaft gegen Isaak Boleslawski... Lewickiego-Angriff? Ja, in alten Büchern nannte man das so! Ich neige überhaupt nicht dazu, dies den Weressow-Angriff zu nennen, wie man das heutzutage tut. Zwar spielte er dieses Abspiel sehr oft, doch man sollte ihn nicht dadurch ehren, daß man eine Eröffnung nach ihm benennt."
Der Hauptplan dieser Eröffnung ist es, schnell e2–e4 zu ziehen, um gleich zwei Bauern im Zentrum zu platzieren, die Raumvorteil sichern.

## Hauptvarianten
3. … Lf5 4. f3 
3. … Sbd7 4. Dd2 und 4. f3 c5 5. e4 (oder 5. dxc5) 5. … cxd4 (oder 5. … dxe4) 
3. … c6 4. Lxf6 exf6 (oder 4. … gxf6) 5. e4 und 4. Dd3 
3. … e6 4. e4 führt zur Französischen Verteidigung.

## Bibliographie
- John Jacobs: Watch Out! Veresov’s Opening. Chess Digest, Dallas 1974.
- Jimmy Adams: Richter Veresov System. The Chess Player, Nottingham 1978, ISBN 0-906042-10-0.
- Robert Bellin: Queen’s Pawn: Veresov System. B. T. Batsford Ltd., London 1983, ISBN 0-7134-1877-X.
- Ken Smith, John Hall: The Veresov Attack 1 d4 d5 2 Nc3 Nf6 3 Bg5 or 1 d4 Nf6 2 Nc3 d5 3 Bg5. Chess Digest, Dallas 1994, ISBN 0-87568-251-0.
- Joseph Gallagher: Beating the Anti-King’s Indians. B. T. Batsford Ltd., London 1996, ISBN 0-7134-8012-2.
- Eduard Gufeld, Oleg Stetsko: Richter-Veresov System, The Chameleon Chess Repertoire, 1. d4 Nf6 2. Nc3 d5 3. Bg5. Thinkers’ Press Inc., Davenport 1999, ISBN 0-938650-97-1.
- Jacob Aagaard, Esben Lund: Meeting 1 d4. Everyman Chess, London 2002, ISBN 1-85744-224-5.
- Nigel Davies: the veresov. Everyman Chess, London 2003, ISBN 1-85744-335-7.
- John Cox: dealing with d4 deviations. Everyman Chess, London 2005, ISBN 1-85744-399-3.
- Andrew Martin: Queen’s pawn openings. Chessbase GmbH, Hamburg 2007, DVD.